# Чжунгуаньцунь

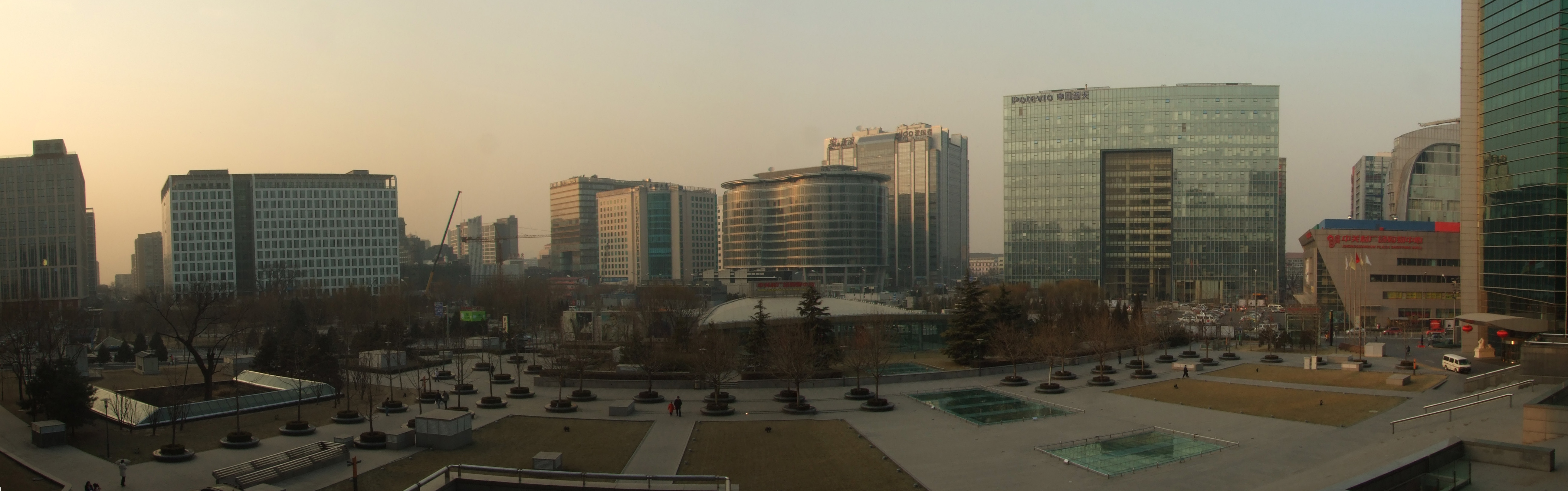
Чжунгуаньцунь

Чжунгуаньцунь (中关村) — китайський центр високих технологій, один з районів освоєння науки і техніки, що в районі Хайдянь (海淀), на північному заході Пекіна.

## Історія
Тривалий час була невеличким селом поблизу столиці КНР. Історія Чжунгуаньцунь почалася 21 жовтня 1980, коли фізик, співробітник Китайської Академії наук Чень Чуньсянь за підтримки Комуністичної партії КНР заснував на вулиці Чжунгуаньцунь приватну компанію, що спеціалізується на розробці технологій, пов'язаних з дослідженням плазми. Ідея народилася, коли Чень Чуньсянь у 1978-1980-х він тричі побував у США, у відомій Силіконовій долині.
За Чень Чуньсянем потягнулися й інші фахівці. До 1986 року в Чжунгуаньцунь налічувалося понад 100 інноваційних компаній, з'явилася «електронна вулиця». У 1999 відкрито технопарк Чжунгуаньцунь. У 2003 тут почав роботу біофармапарк — найбільший в Китаї комплекс з виробництва біомедикаментів.
На початку 2000-х тут відкривалося в середньому по 9 підприємств в день, в даний час — близько 2. Висока конкуренція сприяє швидким темпам зростання: на 30 % щорічно в 1990-х, в 2010-х — близько 20 %. Американський тижневик «Newsweek» назвав Чжунгуаньцунь «інкубатором високих і нових технологій, що грає важливу роль в науково-технічному прогресі Китаю».

## Опис

### Компанії
Сьогодні Чжунгуаньцунь — величезний комплекс на північному заході Пекіна, між 3-м і 4-м кільцем. Тут зосереджені 5 парків:
- Хайдяньюань, в який входять 2 бази: інформаційно-промислова база «Шанди» і експериментальна база «Юнфен»
- Фентаюань
- Чанпіньюань
- зона техніко-економічного освоєння Ічжуан в південному передмісті Пекіна
- електронний комплекс в північному передмісті Пекіна.

Поруч з Чжунгуаньцунь розташовані найбільші університети Китаю: Пекінський, Цінхуа, науково-дослідні інститути Китайської Академії Наук. Ця навчальна і наукова база дозволила створити потужний інноваційний центр.
Девіз Чжунгуаньцунь — «розвивати справи, миритися з поразкою», «спиратися на знання науки і техніки, щоб придбати багатства». Середній вік співробітників — близько 30 років. Приблизно на 70 осіб припадає 1 доктор наук, на 15 — магістр. Тут зосереджено майже 10 тисяч підприємств, більша частина з яких — електронні, функціонують філії великих транснаціональних корпорацій (Intel, Microsoft, IBM, Panasonic і ін.). Близько 1700 підприємств очолюють китайці з дипломами зарубіжних університетів.
Сьогодні Чжунгуаньцунь — центр IT-індустрії Китаю. Тут розташовані офіси таких китайських гігантів, як Baidu, Sohu, Sinosteel, Youku, Wumart, Xiaomi та інших.

### Будівлі
Китайські будинки часів Мао сусідять з футуристичними будівлями. На одній з вулиць, прилеглих до технопарку — довга мармурова стіна, на якій викарбувано історію Чжунгуаньцунь. Під всім кварталом — багаторівневе підземне місто з магазинами, салонами, ресторанами і кафе.
За 4-м кільцем — будівлі Інноваційного центру Пекінського університету. Комплекс зліва, на перетині вулиць — Інтернет-магазин з великою кількістю магазинів. У центрі кварталу — чудовий парк. З іншого боку від напівкруглої будівлі Сіностіла — оглядовий майданчик, звідки відкривається вид на іншу частину парку і квартали Пекіна.
Внизу, на перетині вулиць Чжунгуаньцунь дацзі (中关村 大街) і Даньлен цзе (丹棱 街) розташовано даоський храм Гуань Юя — воєначальника царства Шу епохи Трицарства.